# Ессентуки (футбольный клуб)
«Ессентуки́» — российский профессиональный футбольный клуб из одноимённого города Ставропольского края, основанный в 2016 году. С сезона 2020/21 выступал в группе 1 третьего по уровню дивизиона России.

## История
Футбольная команда в Ессентуках появилась в 2016 году и начала выступления в любительских соревнованиях — чемпионате Ставропольского края, где коллектив в итоге занял 6-е место, повторив это достижение и год спустя. В 2018 году клуб занял последнее 10-е место, добыв победу лишь в одном поединке из 18-ти проведённых. В 2019 году, с увеличением числа участников, команда заняла предпоследнее 13-е место в одной из двух групп (группе B) чемпионата.
29 июля 2020 года стало известно об успешном прохождении клубом процедуры лицензирования для участия в официальных турнирах под эгидой РФС. При этом на тот момент в составе команды числился лишь один игрок; руководство клуба предложило всем желающим прийти на просмотр в команду, эта идея была раскритикована отдельными представителями общественности. Клуб смог получить профессиональный статус во многом благодаря наличию инфраструктуры, оставшейся от чемпионата мира 2018 года: Ессентуки были в числе тренировочных баз команд-участниц, во время мундиаля здесь квартировалась сборная Нигерии.
Первой игрой клуба на профессиональном уровне стала встреча с нальчикским «Спартаком» в 1/256 финала Кубка России (0:5).
4 июня 2021 года комитетом РФС по этике вратарь Дмитрий Зорниковen был отстранен от любой деятельности, связанной с футболом, сроком на 5 лет за игру на тотализаторе. 11 ноября 2022 года комитет по этике РФС дисквалифицировал на 2 года во всех профессиональных соревнованиях под эгидой РФС игрока команды Романа Данилова за ставки на футбольные события, при этом реальный срока наказания составил 7 месяцев, а 17 месяцев составила условная спортивная санкция.
В марте 2023 старший тренер Рустам Дудов, начальник Юсуп Магомедов и врач Павел Дулов клуба «Ессентуки» были отстранены от футбольной деятельности на полгода. Причина — выход на поле игрока, которого не было в заявке. В матче с «Машуком» (0:3) клуб нарушил 11 пунктов регламента, за что получил штраф в размере 110 тыс. рублей. На игру в заявке «Ессентуков» значились только 11 футболистов. 8 апреля «Ессентуки» уступили в гостях «Форте» со счётом 0:15 — повторение рекордной разницы в матче для профессиональных лиг России.
12 апреля 2023 года, за три тура до конца первого этапа первенства Второй лиги 2022/23 в группе 1, клуб уведомил Администрацию ФНЛ о прекращении участия в соревновании в связи с отзывом лицензии РФС на спортивный сезон 2022/23. Отзыв лицензии у клуба прошёл на фоне большого количества штрафов от КДК РФС за организацию матчей. Также клуб подозревают в махинациях с подставными игроками, чем будут заниматься уже правоохранительные органы.
26 апреля 2023 года РФС пожизненно отстранил от футбольной деятельности двух подозреваемых в участии в организации договорного матча «Салют» (Белгород) — «СКА-Хабаровск-2», прошедшего в рамках Второй лиги в октябре 2022 года, футболистов ФК «Ессентуки» Джоси Дзаурова, Зийадхана Маммадова и начальника команды Гванзава Магомедова.

### Результаты в первенстве и кубке России
| Сезон    | Первенство                         | Первенство | Первенство | Первенство | Первенство | Первенство | Первенство | Первенство | Первенство | Кубок  | Кубок                        |
| Сезон    | Лига/дивизион                      | уровень    | Место      | И          | В          | Н          | П          | Мячи       | О          | Стадия | Соперник                     |
| -------- | ---------------------------------- | ---------- | ---------- | ---------- | ---------- | ---------- | ---------- | ---------- | ---------- | ------ | ---------------------------- |
| 2020/21  | Первенство ПФЛ, группа 1           | 3          | 17 из 17   | 32         | 3          | 4          | 25         | 26-80      | 13         | 1/256  | Спартак-Нальчик — 0:5 (г)    |
| 2021/22  | Второй дивизион ФНЛ, группа 1      | 3          | 17 из 17   | 32         | 2          | 4          | 26         | 16-106     | 10         | 1/256  | Машук-КМВ — 0:4 (г)          |
| 2022/23* | Вторая лига, группа 1, первый этап | 3          | 14 из 14   | 23         | 1          | 2          | 20         | 7-79       | 5          | 1/256  | СтавропольАгроСоюз — 0:3 (д) |

* Примечание. Приведены показатели на момент снятия команды с первенства.

## Главные тренеры
- Вячеслав Камольцев (2020, 10 матчей, 7:24, 1В-1Н-8П, 0,40 очка в среднем за игру)
- Евгений Галкин (и. о.; 2020, 6 матчей, 10:19, 2В-1Н-3П, 1,17 очка в среднем за игру)
- Валерий Заздравных (2021, 21 матч, 10:56, 0В-2Н-19П, 0,10 очка в среднем за игру)
- Рашид Шаханов (и. о.; 2021, 2 матча, 2:11, 0В-0Н-2П, 0,00 очка в среднем за игру)
- Владимир Пачко (2021, 13 матчей, 5:49, 1В-1Н-11П, 0,31 очка в среднем за игру)
- Рустам Дудов (2022, 14 матчей, 8:36, 1В-3Н-10П, 0,43 очка в среднем за игру)
- Василий Дорофеев (2022–2023, 24 матча, 7:82, 1В-2Н-21П, 0,21 очка в среднем за игру)

## Клубные цвета
| Синий | Красный | Белый |

### Комментарии
1. 1 2  В соответствии с п. 3.7 регламента первенства Второй лиги[17], в связи с прекращением участия команды в первенстве, результаты матчей ФК «Ессентуки» во втором круге 1-го этапа были аннулированы с присуждением соперникам технических побед без изменения разницы забитых и пропущенных мячей в турнирной таблице[18].